# Sodiam
Sodiam SARL (portugiesisch: Sociedade de Comercialização de Diamantes de Angola) ist ein angolanisches Unternehmen, das zu 99 Prozent in Besitz des staatlichen angolanischen Bergbauunternehmens Endiama, ist. Es wurde im Jahr 1999 in Luanda gegründet. Seine Hauptaufgabe ist es, die in Angola prospektierten Rohdiamanten zu kommerzialisieren und damit auch verantwortlich für Marketing. Weiter ist sie in Angola die offiziell ausführende Behörde zur Ausfertigung der Kimberley-Prozess-Zertifikate. 
Sodiam hat eigens für den Handel mit geschliffenen Diamanten ein Büro in Antwerpen eingerichtet. Das Büro wird geführt als ein Joint Venture mit der in New York tätigen Lazare Kaplan International Inc., deren Präsident Maurice Tempelsman früher ein Partner von Jonas Savimbi, Führer der angolanischen Rebellenbewegung UNITA, im Diamantenhandel war.
Ein weiteres Büro der Sodiam wurde schon früher in Zusammenarbeit mit der Lev Leviev-Group in Ramat Gan, Israel eröffnet.